# Стокгольмский институт исследования проблем мира
Стокгольмский международный институт исследований проблем мира (СИПРИ) (швед. Stockholms internationella fredsforskningsinstitut, англ. Stockholm International Peace Research Institute — SIPRI) — шведский аналитический центр, занимающийся изучением проблем мира и конфликтов, прежде всего, вопросов контроля над вооружениями и разоружения.
С 1969 года выпускает Ежегодник СИИПМ (SIPRI). Российское издание выходит с 1995 года и готовится совместно с Институтом мировой экономики и международных отношений Российской академии наук (ИМЭМО РАН). 

## История
В 1964 году премьер-министр Швеции Таге Эрландер выдвинул идею о том, чтобы основать научно-исследовательский институт в честь 150-летия политики нейтралитета Швеции. Шведская королевская комиссия, возглавляемая Альва Мюрдаль, предложила в своём докладе в 1966 году основать институт, который впоследствии получил название Международный институт исследования проблем мира (СИИПМ (SIPRI)). Целью института является «выявить предпосылки стабильного мира и найти мирные решения международных конфликтов». Комиссия посоветовала сфокусировать исследования в область ограничения, сокращения и контроля над вооружениями. Помимо этого, комиссия порекомендовала СИИПМ (SIPRI) «работать над политическими вопросами, имеющими практическое значение». Институт был основан 1 июля 1966 года в Стокгольме (Швеция).
СИИПМ (SIPRI) имеет репутацию научно-исследовательского института, который обладает широкой базой данных в таких областях как ограничение, сокращение и контроль над вооружениями, производство и транспортировка вооружений, военные расходы. Все источники, которыми пользуется институт, являются открытыми.

## Структура
Институт состоит из следующих подразделений:
- Правление принимает решения по важным вопросам, касающиеся области исследования, мероприятий и финансовых вопросов.
- Директор
- Заместитель директора
- Научные сотрудники рекомендуют Правлению актуальные для исследования темы. Они приглашаются на определённый период, пока ведется проект, и являются экспертами в разных дисциплинах. В SIPRI работают исследователи из разных стран.
- Административный персонал

Совещательный комитет выполняет консультативную роль.
SIPRI тесно сотрудничает с несколькими межправительственными организациями, к примеру, Организация Объединённых Наций и Европейский Союз. Кроме того, институт регулярно приглашает к себе различных парламентариев, научные делегации и исследователей из других институтов.

## Область исследования
- Региональная и глобальная безопасность
- Вооружённые конфликты и их решение
- Военные расходы и вооружённые силы
- Контроль над вооружениями, разоружение и нераспространение вооружений

## Публикации
Публикации и информационный материал имеют большую популярность среди политиков, журналистов, организаций и читателей, которые заинтересованы в вышеуказанных темах. SIPRI принимает участие в многочисленных конференциях и симпозиумах, на которых докладывает результаты своих исследований. Каждый год SIPRI публикует книгу «Ежегодник СИИПМ» (SIPRI). Впервые книга была опубликована 12 ноября 1969 году. Книга представляет собой независимый источник, которым могут воспользоваться журналисты, политики и другие исследователи, интересующиеся вооружёнными конфликтами и их решениями, контролем над вооружениями и так далее. Книга переводится на русский, украинский, китайский и арабский языки.

## Финансирование
SIPRI финансируется с помощью грантов, выделяемых в основном шведским правительством. Также Институт ищет финансовую поддержку у других организаций и независимых фондов.